# Luise Philippine của Phổ
Luise Philippine của Phổ (tiếng Đức: Luise Philippine von Preußen; tiếng Anh: Louise Philippine of Prussia; tên đầy đủ: Friederike Dorothea Luise Philippine; 24 tháng 5 năm 1770 – 7 tháng 12 năm 1836) là thành viên của Vương tộc Hohenzollern, cháu gái của Friedrich Đại vương, là con gái của August Ferdinand của Phổ và Anna Elisabeth Luise xứ Brandenburg-Schwedt.
Louise và chồng, Thân vương Antoni Radziwiłł, nổi tiếng vì sự bảo trợ cho âm nhạc cũng như vị trí nổi bật của họ trong xã hội Berlin. Luise Philippine cũng nổi tiếng vì là mẹ của Elisa Radziwiłł, tình yêu thuở thơ ấu của Hoàng đế Đức Wilhelm I nhưng không thể kết hôn  vì sự bất bình đẳng về địa vị giữa Wilhelm I và Elisa.

## Những năm đầu đời
Luise Philippine sinh ngày 24 tháng 5 năm 1770, tại Ordenspalais (Cung điện Hội Thánh Johann, đứng đầu bởi cha Vương tôn nữ) tại Berlin, là con gái thứ hai và là con thứ ba của August Ferdinand của Phổ và Anna Elisabeth Luise xứ Brandenburg-Schwedt. Tuy nhiên, cha ruột của Luise có thể là Bá tước Friedrich Wilhelm Carl von Schmettau. Sự ra đời của Luise là một nỗi thất vọng đối với gia đình, vì vào thời điểm đó, anh trai của Luise là Friedrich Heinrich Emil Karl của Phổ (1769–1773), là người thừa kế ngai vàng duy nhất của người bác là Friedrich II của Phổ. Mặc dù vậy, August Ferdinand vẫn hết lòng yêu thương và dành nhiều sự quan tâm cho con gái, trong khi mẹ của Luise lại tỏ ra ít yêu thương hơn. Gia đình Luise cuối cùng có bảy người con, hai gái và năm trai. Cả gia đình sống tại lãnh địa Friedrichsfelde ở Berlin.
Khi lớn tuổi hơn, Luise được giao cho một phó mẫu theo đức tin Luther là Phu nhân von Bielfeld. Phu nhân có cô con gái Lisette lớn hơn Luise ba tuổi và đảm nhiệm vai trò tháp tùng Vương tôn nữ. Lisette khiến Vương tôn nữ dành thời gian với các tiểu thuyết lãng mạn trước nhiều nữ giới cùng tuổi. Bielfeld có trình độ học vấn cao nhưng qua đời chỉ sau 5 năm, vào tháng 10 năm 1782. Bất chấp sự quan tâm của Phu nhân von Bielfeld đến giáo dục của Luise, việc học của Vương tôn nữ vẫn bị coi nhẹ và Luise đã quên hết phần lớn kiến thức đã học. Kết quả là, Phu nhân von Bielfeld đã rời bỏ vị trí phó mẫu trước khi qua đời không lâu sau đó, và được thay thế bởi một phó mẫu ba mươi tuổi đến từ vùng nông thôn là Fraulein von Keller; Luise và Keller sớm hình thành mối quan hệ gắn bó bền chặt. Trước đây, Bielfeld nhận thấy việc hoàn thành bài tập của Luise và đem chúng đến cho cha mẹ của Vương tôn nữ dễ dàng hơn, do đó Luise không thực sự tiến bộ nhiều trong học tập. Mặt khác, Keller có trình độ học vấn thấp hơn và cần được chỉ dẫn, do đó đã truyền cho Luise niềm đam mê học tập.

## Ứng viên cho hôn nhân

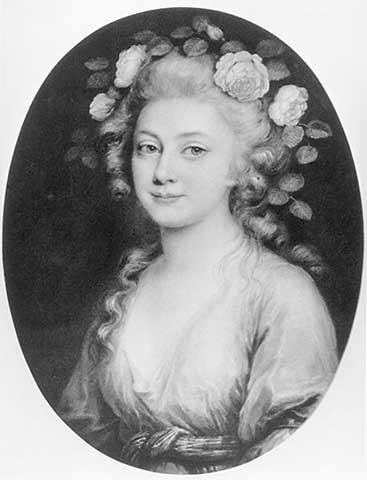
Luise thời trẻ.

Là cháu gái gọi bác của Friedrich II của Phổ, Luise thường là chủ đề của những cuộc dàn xếp hôn nhân. Một trong những đối tượng tiềm năng là Maximilian xứ Bayern, người thừa kế lâm thời của Karl Theodor xứ Bayern. Ngài tuyển hầu xứ Bayern đã cử một đại sứ đến Friedrichsfelde vào năm 1785, rất có thể là để kiểm tra diện mạo và phẩm chất của Luise. Tuy nhiên Luise được cho là còn quá trẻ vì Max muốn kết hôn với Vương tôn nữ trong vòng một năm; ngược lại, cha của Luise từ chối phải xa con gái cho đến khi Luise được mười tám tuổi. Maximilian ngay sau đó kết hôn với Auguste Wilhelmine xứ Hessen-Darmstadt .
Một ứng cử viên khác là Frederick của Liên hiệp Anh, Công tước xứ York và Albany, con trai thứ hai của George III của Liên hiệp Anh và Charlotte xứ Mecklenburg-Strelitz. Frederick đến Berlin vào năm 1786 để tham dự các cuộc diễn tập quân sự. Tuy nhiên, không có mối hôn sự nào giữa Luise và Frederick mà thay vào đó, có tin đồn rằng Frederick đang để ý đến Vương nữ Wilhelmine, cháu họ của Louise. Luise đã nói về vụ việc của ngài Công tước xứ York như sau: "Ta thiếu sự quyến rũ và thanh lịch, là người vụng về vì bản tính quá đỗi nhút nhát, ta không đủ khả năng để so với người cháu của mình. Công tước là một người đàn ông rất điển trai ...". Frederick sau đó kết hôn với một người cháu họ khác của Luise là Vương nữ Friederike Charlotte, con gái của anh họ Friedrich Willhem II của Phổ.

## Hôn nhân và hậu duệ

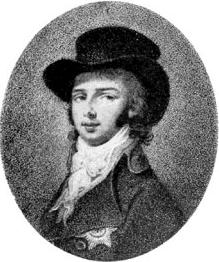
Chồng của Vương tôn nữ Luise, Antoni Radziwiłł, khoảng năm 1800

Tháng 4 năm 1795, Thân vương Michał Hieronim Radziwiłł và vợ đến Berlin cùng con gái Christina và con trai Antoni; vào ngày 1 tháng 5, gia đình họ được trình diện tại triều đình ở Cung điện Bellevue. Nhà Radziwiłłs là một gia đình Công giáo người Ba Lan có dòng dõi các triều đại lâu đời và nổi tiếng nhất ở Ba Lan, đồng thời cũng sở hữu rất nhiều của cải. Gia đình họ rất được cha mẹ Luise yêu thích và thường xuyên ăn tối tại nhà của cha mẹ Vương tôn nữ. Thời gian trôi qua, Luise và Antoni bắt đầu muốn kết hôn với nhau. Trong khi nhiều thành viên trong gia đình ủng hộ cuộc hôn nhân thì mẹ của Vương tôn nữ lại không đồng ý. Tuy nhiên, cha mẹ Luise cuối cùng đã đồng ý mối hôn sự với điều kiện rằng Luise sẽ sống gần hai người.
Anh họ của Luise, Friedrich Wilhelm II của Phổ cũng đồng ý cho cuộc hôn nhân và hài lòng với việc cặp đôi sẽ định cư ở Berlin. Tuy nhiên, khi việc chuẩn bị cho lễ đính hôn của hai người đang được tiến hành, Friedrich Wilhelm đã trì hoãn việc trao đổi thư từ trong vài ngày một cách đáng ngạc nhiên. Cuối cùng, khi Quốc vương gửi một lá thư có nội dung rằng "Thân vương Anton không thuộc một gia tộc đang cai trị, nhà vua không thể chấp thuận lễ hứa hôn". Cha mẹ của Luise bị tổn thương nặng nề và đổ lỗi cho một trong những cố vấn của Friedrich WIlhelm II vì sự thay đổi quan điểm này. Trong một bức thư sau đó, Quốc vương bày tỏ sự ủng hộ của mình đối với cuộc hôn nhân, nhưng cảm thấy bản thân bị ràng buộc bởi sự quan tâm của các bộ trưởng đối với quy tắc cung đình và nghi lễ truyền thống.

Năm 1796, Luise kết hôn với tử tước Antoni Radziwiłł. Mặc dù gia đình Antoni vô cùng giàu có và cao quý nhưng cuộc hôn nhân vẫn bị coi là không đăng đối khi so với Vương tộc Hohenzollern. Vương tức Thụy Điển Hedwig Elisabeth Charlotte xứ Holstein-Gottorp đã mô tả cặp đôi và quan điểm đương thời về cuộc hôn nhân của hai người ở Berlin vào thời điểm đến thăm nơi đây vào năm 1798:
Một người phụ nữ sắc sảo và tài giỏi, một “quý bà” Pháp điển hình. Ta thấy rất thú vị khi quen biết với Vương tôn nữ, vì đức vua quá cố của ta đã yêu Vương tôn nữ và do đó nàng ta đã có thể trở thành Vương hậu của chúng ta nếu anh ấy trở thành quan phu. Chồng của nàng khá giả nhưng nhìn như một người hầu. Cuộc hôn nhân của hai người không tương xứng về địa vị, nhưng vì họ yêu nhau và vì chàng ta rất giàu có nên mọi chuyện đã được cho phép diễn ra. Tuy nhiên, Quốc vương, Vương hậu và toàn bộ vương thất không ưa nàng vì cuộc hôn nhân này, theo lời từ những con người có miệng lưỡi cay nghiệt, là cần thiết để tránh xa tai tiếng.
Hai vợ chồng có bảy người con:
| Tên                                | Sinh                 | Mất                 | Ghi chú |
| ---------------------------------- | -------------------- | ------------------- | --- |
| Wilhelm Paweł Radziwiłł            | 19 tháng 3 năm 1797  | 5 tháng 9 năm 1870  | Đại tướng Phổ, kết hôn với Nữ Thân vương Helena Radziwill vào ngày 23 tháng 1 năm 1825 và không có hậu duệ. Tái hôn với Nữ Bá tước Mathilde von Clary und Aldringen và có sáu người con. |
| Ferdynant Fryderyk Radziwiłł       | 13 tháng 8 năm 1798  | 9 tháng 9 năm 1827  | Qua đời khi được 29 tuổi tại Ruhberg |
| Bogusław Fryderyk Radziwiłł        | 3 tháng 1 năm 1809   | 2 tháng 1 năm 1873  | Sĩ quan quân đội Phổ; kết hôn với Nữ Bá tước Leontine Gabrielle von Clary und Aldringen vào ngày 17 tháng 10 năm 1832 tại Ruhberg và có tám người con.                                   |
| Władysław Radziwiłł                | 1811                 | 1831                | |
| Elisa Fryderyka Radziwiłł          | 28 tháng 10 năm 1803 | 27 tháng 8 năm 1834 | Là người yêu của Wilhelm I của Đức, sau đó đính hôn với Friedrich xứ Schwarzenberg nhưng hôn ước bị hủy bỏ.                                                                              |
| Wanda Augusta Wilhelmina Radziwiłł | 29 tháng năm 1813    | 16 tháng 9 năm 1845 | kết hôn với Adam Konstanty Czartoryski vào ngày 12 tháng 12 năm 1832 attại Schmiedeberg, Đức và có ba người con.                                                                         |

## Cuộc sống sau này
Gia đình Luise cư trú tại Cung điện Radziwill ở Berlin. Luise là một người vợ hạnh phúc, và những buổi dạ hội cũng như tiệc chiêu đãi của cặp đôi được cho là thú vị hơn bất cứ thứ gì ở triều đình Phổ. Antoni là một nhạc sĩ xuất sắc và đã bảo trợ những nghệ sĩ xuất sắc nhất thời đó; bản thân Luise cũng có chung sở thích với chồng. Một du khách nhận xét về gia đình của hai người ở Berlin:
"Tối thứ Năm, lần đầu tiên tôi đến nhà Vương tôn nữ Louisa, người đảm nhiệm vai trò tiếp khách mỗi đêm. Đức bà khá được yêu mến đây và là người tạo nên những buổi gặp gỡ ở đây. Đức bà có ngoại hình xấu xí, nhưng đặc biệt dễ chịu, và không đặt nặng hình thức. Chồng của bà, Thân vương Radziwill, là người đàn ông dễ mến nhất mà tôi từng gặp ở đây, và họ có rất nhiều đứa con xinh đẹp, đặc biệt là một bé gái mười tuổi, sinh vật nhỏ bé duyên dáng nhất mà tôi từng thấy, và là người đã khiến tôi vô cùng thích thú. Đứa nhỏ nhất, chín tháng tuổi, rất là xinh đẹp".
Giống như nhiều quý phu nhân đương thời, Luise đã đến thăm các bệnh viện, hỗ trợ chữa trị cho binh lính trong Chiến tranh Napoléon; Luise và gia đình cũng góp phần hy sinh, chẳng hạn như việc loại bỏ mọi chuyến di đến Berlin, vì tất cả ngựa đều được gửi đến cho quân đội Phổ.
Năm 1815, chồng của Luise được bổ nhiệm làm Công tước-Thống đốc của Đại công quốc Posen, nơi Antoni chuyển đến cùng gia đình. Luise tham gia vào nhiều hoạt động xã hội khác nhau. Chính quyền của Antoni đã không thành công và gần như bất lực trong việc ngăn chặn quá trình Đức hóa khu vực, vì Antoni bị mắc kẹt giữa thần dân Ba Lan và chính quyền Phổ. Ngay sau khi Cuộc nổi dậy tháng 11 bùng nổ, Antoni bị tước bỏ mọi quyền lực, Đại công quốc bị bãi bỏ và quyền tự trị bị hủy bỏ. Posen bị sáp nhập trực tiếp vào Phổ và đổi tên thành Tỉnh Posen. Antoni trở về cung điện của mình ở Berlin và qua đời ở đó vào ngày 7 tháng 4 năm 1833. Antoni được chôn cất tại Thánh đường Poznań. Các con của Antoni với Luise đều đã nuôi dưỡng như những người Đức và không bao giờ quay trở lại Poznań; tuy nhiên, với tư cách là chủ sở hữu của trang viên Nieborów gần Warszawa và các khu đất rộng lớn của gia đình ở Belarus ngày nay, họ thường xuyên đến thăm các vùng khác của Ba Lan. Luise qua đời sau chồng ba năm, vào ngày 7 tháng 12 năm 1836.

## Con gái của Luise và Vương tử Wilhelm của Phổ

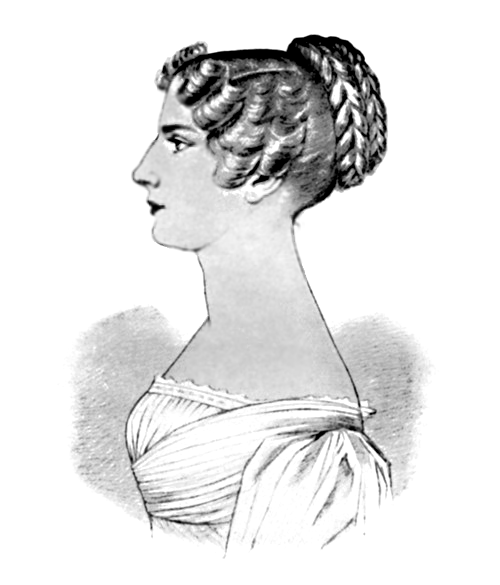
Con gái của Luise, Elisa Radziwiłł.

Các con trai của Luise và chồng được nuôi dạy theo đức tin Công giáo, trong khi các con gái được giáo dục theo Thần học Calvin của Luise. Những đứa trẻ được nuôi dưỡng gần gũi với những người họ hàng thuộc Vương tộc Hohenzollern. Vì bằng tuổi nhau; con trai cả của hai vợ chồng trở thành bạn của Vương tử Wilhelm, sau này là Quốc vương Phổ và Hoàng đế Đức. Wilhelm có một khoảng thời gian sống ở Königsberg và trở nên rất gắn bó với con gái Elisa của hai vợ chồng, vì Elisa là niềm an ủi của Wilhelm khi mẹ qua đời vào năm 1810. Khi lớn tuổi hơn, Wilhelm mong muốn được kết hôn với Elisa. Để nâng cao địa vị của Elisa, đã có những thảo luận về việc Elisa được Aleksandr I của Nga hoặc người cậu August của Phổ nhận Elisa làm con nuôi, nhưng cả hai kế hoạch đều không nhận được sự ủng hộ của tất cả các bên liên quan. Những quý ngài uyên bác của triều đình Phổ cũng cố gắng nghiên cứu phả hệ của Elisa với hy vọng sẽ phát hiện ra mối quan hệ của Elisa với các vị Quốc vương Ba Lan trong lịch sử nhưng đã thất bại. Do đó, mong muốn kết hôn của hai người đã bị Quốc vương Friedrich Wilhelm III từ chối, vì Elisa bị coi là không đủ tương xứng với Wilhelm dù có mẹ là Vương tôn nữ Phổ. Kể cả khi nhận Elisa làm nghĩa nữ thì cũng không thay đổi được "dòng máu" của Elisa. Một yếu tố khác là vì liên hệ của những người họ hàng thuộc Gia tộc Mecklenburg của Vương hậu Luise quá cố trong cả triều đình Đức và Nga, những người không ưa cha của Elisa và phản đối cuộc hôn nhân. Hơn nữa, thân thế của Elisa bị coi là không đủ vương giả vì cha của Elisa không phải là một Thân vương cai trị.
Vì vậy, vào tháng 6 năm 1826, cha của Wilhelm, Quốc vương Friedrich Wilhelm III cảm thấy buộc phải yêu cầu con trai từ bỏ cuộc hôn nhân với Elisa. Wilhelm dành vài tháng tiếp theo để tìm kiếm một nàng dâu phù hợp hơn, nhưng Vương tử không từ bỏ mối quan hệ tình cảm với Elisa. Wilhelm được cử đến triều đình Weimar để tìm một người vợ phù hợp với mình và kết hôn với Augusta của Sachsen-Weimar-Eisenach, kém Vương tử mười bốn tuổi vào ngày 11 tháng 6 năm 1829. Cuộc hôn nhân giữa Wilhelm và Augusta không hạnh phúc. Wilhelm gặp em họ của mình, Elisa lần cuối cùng vào năm 1829. Elisa qua đời vì bệnh lao 5 năm sau đó và không lập gia đình.

## Gia phả
| \| \| \| \| \| \| \| \| \| \| \| \| \| \| \| \| \| \| \| \| 16. Friedrich Wilhelm I xứ Brandenburg \| \| \| \| \| \| \| \| \| \| \| \| \| \| \| \| \| \| \| \| \| \| \| \| \| \| \| \| \| \| \| \| \| \| \| \| \| \| \| \| \| \| \| \| \| \| \| \| \| \| \| \| \| \| 8. Friedrich I của Phổ (= 28) \| \| \| \| \| \| \| \| \| \| \| \| \| \| \| \| \| \| \| \| \| \| \| \| \| \| \| \| \| \| \| \| \| \| \| \| \| \| \| \| \| \| \| \| \| \| \| \| \| \| \| \| \| \| 17. Louise Henriëtte xứ Nassau \| \| \| \| \| \| \| \| \| \| \| \| \| \| \| \| \| \| \| \| \| \| \| \| \| \| \| \| \| \| \| \| \| \| \| \| \| \| \| \| \| \| \| \| \| \| \| \| \| \| \| \| \| \| 4. Friedrich Wilhelm I của Phổ (= 14) \| \| \| \| \| \| \| \| \| \| \| \| \| \| \| \| \| \| \| \| \| \| \| \| \| \| \| \| \| \| \| \| \| \| \| \| \| \| \| \| \| \| \| \| \| \| \| \| \| \| \| \| \| \| 18. Ernst August I xứ Hannover (= 20) \| \| \| \| \| \| \| \| \| \| \| \| \| \| \| \| \| \| \| \| \| \| \| \| \| \| \| \| \| \| \| \| \| \| \| \| \| \| \| \| \| \| \| \| \| \| \| \| \| \| \| \| \| \| 9. Sophie Charlotte của Hannover (= 29) \| \| \| \| \| \| \| \| \| \| \| \| \| \| \| \| \| \| \| \| \| \| \| \| \| \| \| \| \| \| \| \| \| \| \| \| \| \| \| \| \| \| \| \| \| \| \| \| \| \| \| \| \| \| 19. Sophie của Pfalz (= 21) \| \| \| \| \| \| \| \| \| \| \| \| \| \| \| \| \| \| \| \| \| \| \| \| \| \| \| \| \| \| \| \| \| \| \| \| \| \| \| \| \| \| \| \| \| \| \| \| \| \| \| \| \| \| 2. August Ferdinand của Phổ \| \| \| \| \| \| \| \| \| \| \| \| \| \| \| \| \| \| \| \| \| \| \| \| \| \| \| \| \| \| \| \| \| \| \| \| \| \| \| \| \| \| \| \| \| \| \| \| \| \| \| \| \| \| 20. Ernst August I xứ Hannover (= 18) \| \| \| \| \| \| \| \| \| \| \| \| \| \| \| \| \| \| \| \| \| \| \| \| \| \| \| \| \| \| \| \| \| \| \| \| \| \| \| \| \| \| \| \| \| \| \| \| \| \| \| \| \| \| 10. George I của Đại Anh (= 30) \| \| \| \| \| \| \| \| \| \| \| \| \| \| \| \| \| \| \| \| \| \| \| \| \| \| \| \| \| \| \| \| \| \| \| \| \| \| \| \| \| \| \| \| \| \| \| \| \| \| \| \| \| \| 21. Sophie của Pfalz (= 19) \| \| \| \| \| \| \| \| \| \| \| \| \| \| \| \| \| \| \| \| \| \| \| \| \| \| \| \| \| \| \| \| \| \| \| \| \| \| \| \| \| \| \| \| \| \| \| \| \| \| \| \| \| \| 5. Sophia Dorothea của Đại Anh (= 15) \| \| \| \| \| \| \| \| \| \| \| \| \| \| \| \| \| \| \| \| \| \| \| \| \| \| \| \| \| \| \| \| \| \| \| \| \| \| \| \| \| \| \| \| \| \| \| \| \| \| \| \| \| \| 22. Georg Wilhelm I xứ Braunschweig-Lüneburg \| \| \| \| \| \| \| \| \| \| \| \| \| \| \| \| \| \| \| \| \| \| \| \| \| \| \| \| \| \| \| \| \| \| \| \| \| \| \| \| \| \| \| \| \| \| \| \| \| \| \| \| \| \| 11. Sophie Dorothea của Celle (= 31) \| \| \| \| \| \| \| \| \| \| \| \| \| \| \| \| \| \| \| \| \| \| \| \| \| \| \| \| \| \| \| \| \| \| \| \| \| \| \| \| \| \| \| \| \| \| \| \| \| \| \| \| \| \| 23. Éléonore Desmier xứ Olbreuse \| \| \| \| \| \| \| \| \| \| \| \| \| \| \| \| \| \| \| \| \| \| \| \| \| \| \| \| \| \| \| \| \| \| \| \| \| \| \| \| \| \| \| \| \| \| \| \| \| \| \| \| \| \| 1. Luise Philippine của Phổ \| \| \| \| \| \| \| \| \| \| \| \| \| \| \| \| \| \| \| \| \| \| \| \| \| \| \| \| \| \| \| \| \| \| \| \| \| \| \| \| \| \| \| \| \| \| \| \| \| \| \| \| \| \| 24. Friedrich Wilhelm I xứ Brandenburg \| \| \| \| \| \| \| \| \| \| \| \| \| \| \| \| \| \| \| \| \| \| \| \| \| \| \| \| \| \| \| \| \| \| \| \| \| \| \| \| \| \| \| \| \| \| \| \| \| \| \| \| \| \| 12. Philipp Wilhelm I xứ Brandenburg-Schwedt \| \| \| \| \| \| \| \| \| \| \| \| \| \| \| \| \| \| \| \| \| \| \| \| \| \| \| \| \| \| \| \| \| \| \| \| \| \| \| \| \| \| \| \| \| \| \| \| \| \| \| \| \| \| 25. Dorothea Sophie xứ Schleswig-Holstein-Sonderburg-Glücksburg \| \| \| \| \| \| \| \| \| \| \| \| \| \| \| \| \| \| \| \| \| \| \| \| \| \| \| \| \| \| \| \| \| \| \| \| \| \| \| \| \| \| \| \| \| \| \| \| \| \| \| \| \| \| 6. Friedrich Wilhelm I xứ Brandenburg-Schwedt \| \| \| \| \| \| \| \| \| \| \| \| \| \| \| \| \| \| \| \| \| \| \| \| \| \| \| \| \| \| \| \| \| \| \| \| \| \| \| \| \| \| \| \| \| \| \| \| \| \| \| \| \| \| 26. Johann Georg II xứ Anhalt-Dessau \| \| \| \| \| \| \| \| \| \| \| \| \| \| \| \| \| \| \| \| \| \| \| \| \| \| \| \| \| \| \| \| \| \| \| \| \| \| \| \| \| \| \| \| \| \| \| \| \| \| \| \| \| \| 13. Johanna Charlotte xứ Anhalt-Dessau \| \| \| \| \| \| \| \| \| \| \| \| \| \| \| \| \| \| \| \| \| \| \| \| \| \| \| \| \| \| \| \| \| \| \| \| \| \| \| \| \| \| \| \| \| \| \| \| \| \| \| \| \| \| 27. Henriëtte Catharina xứ Nassau \| \| \| \| \| \| \| \| \| \| \| \| \| \| \| \| \| \| \| \| \| \| \| \| \| \| \| \| \| \| \| \| \| \| \| \| \| \| \| \| \| \| \| \| \| \| \| \| \| \| \| \| \| \| 3. Anna Elisabeth Luise của Brandenburg-Schwedt \| \| \| \| \| \| \| \| \| \| \| \| \| \| \| \| \| \| \| \| \| \| \| \| \| \| \| \| \| \| \| \| \| \| \| \| \| \| \| \| \| \| \| \| \| \| \| \| \| \| \| \| \| \| 28. Friedrich I của Phổ (= 8) \| \| \| \| \| \| \| \| \| \| \| \| \| \| \| \| \| \| \| \| \| \| \| \| \| \| \| \| \| \| \| \| \| \| \| \| \| \| \| \| \| \| \| \| \| \| \| \| \| \| \| \| \| \| 14. Friedrich Wilhelm I của Phổ (= 4) \| \| \| \| \| \| \| \| \| \| \| \| \| \| \| \| \| \| \| \| \| \| \| \| \| \| \| \| \| \| \| \| \| \| \| \| \| \| \| \| \| \| \| \| \| \| \| \| \| \| \| \| \| \| 29. Sophie Charlotte của Hannover (= 9) \| \| \| \| \| \| \| \| \| \| \| \| \| \| \| \| \| \| \| \| \| \| \| \| \| \| \| \| \| \| \| \| \| \| \| \| \| \| \| \| \| \| \| \| \| \| \| \| \| \| \| \| \| \| 7. Sophie Dorothea của Phổ \| \| \| \| \| \| \| \| \| \| \| \| \| \| \| \| \| \| \| \| \| \| \| \| \| \| \| \| \| \| \| \| \| \| \| \| \| \| \| \| \| \| \| \| \| \| \| \| \| \| \| \| \| \| 30. George I của Đại Anh (= 10) \| \| \| \| \| \| \| \| \| \| \| \| \| \| \| \| \| \| \| \| \| \| \| \| \| \| \| \| \| \| \| \| \| \| \| \| \| \| \| \| \| \| \| \| \| \| \| \| \| \| \| \| \| \| 15. Sophia Dorothea của Đại Anh (= 5) \| \| \| \| \| \| \| \| \| \| \| \| \| \| \| \| \| \| \| \| \| \| \| \| \| \| \| \| \| \| \| \| \| \| \| \| \| \| \| \| \| \| \| \| \| \| \| \| \| \| \| \| \| \| 31. Sophie Dorothea của Celle (= 11) \| \| \| \| \| \| \| \| \| \| \| \| \| \| \| \| \| \| \| \| \| \| \| \| \| \| \| \| \| \| \| \| \| \| \| \| \| \| \| \| \| \| \| \| \| \| \| \| \| \| \| \| |                                                                 |  |  |  |  |  |  |  |  |  |  |  |  |  |  |  |
| |                                                                 |  |  |  |  |  |  |  |  |  |  |  |  |  |  |  |
| | 16. Friedrich Wilhelm I xứ Brandenburg                          |  |  |  |  |  |  |  |  |  |  |  |  |  |  |  |
| |                                                                 |  |  |  |  |  |  |  |  |  |  |  |  |  |  |  |
| |                                                                 |  |  |  |  |  |  |  |  |  |  |  |  |  |  |  |
| | 8. Friedrich I của Phổ (= 28)                                   |  |  |  |  |  |  |  |  |  |  |  |  |  |  |  |
| |                                                                 |  |  |  |  |  |  |  |  |  |  |  |  |  |  |  |
| |                                                                 |  |  |  |  |  |  |  |  |  |  |  |  |  |  |  |
| | 17. Louise Henriëtte xứ Nassau                                  |  |  |  |  |  |  |  |  |  |  |  |  |  |  |  |
| |                                                                 |  |  |  |  |  |  |  |  |  |  |  |  |  |  |  |
| |                                                                 |  |  |  |  |  |  |  |  |  |  |  |  |  |  |  |
| | 4. Friedrich Wilhelm I của Phổ (= 14)                           |  |  |  |  |  |  |  |  |  |  |  |  |  |  |  |
| |                                                                 |  |  |  |  |  |  |  |  |  |  |  |  |  |  |  |
| |                                                                 |  |  |  |  |  |  |  |  |  |  |  |  |  |  |  |
| | 18. Ernst August I xứ Hannover (= 20)                           |  |  |  |  |  |  |  |  |  |  |  |  |  |  |  |
| |                                                                 |  |  |  |  |  |  |  |  |  |  |  |  |  |  |  |
| |                                                                 |  |  |  |  |  |  |  |  |  |  |  |  |  |  |  |
| | 9. Sophie Charlotte của Hannover (= 29)                         |  |  |  |  |  |  |  |  |  |  |  |  |  |  |  |
| |                                                                 |  |  |  |  |  |  |  |  |  |  |  |  |  |  |  |
| |                                                                 |  |  |  |  |  |  |  |  |  |  |  |  |  |  |  |
| | 19. Sophie của Pfalz (= 21)                                     |  |  |  |  |  |  |  |  |  |  |  |  |  |  |  |
| |                                                                 |  |  |  |  |  |  |  |  |  |  |  |  |  |  |  |
| |                                                                 |  |  |  |  |  |  |  |  |  |  |  |  |  |  |  |
| | 2. August Ferdinand của Phổ                                     |  |  |  |  |  |  |  |  |  |  |  |  |  |  |  |
| |                                                                 |  |  |  |  |  |  |  |  |  |  |  |  |  |  |  |
| |                                                                 |  |  |  |  |  |  |  |  |  |  |  |  |  |  |  |
| | 20. Ernst August I xứ Hannover (= 18)                           |  |  |  |  |  |  |  |  |  |  |  |  |  |  |  |
| |                                                                 |  |  |  |  |  |  |  |  |  |  |  |  |  |  |  |
| |                                                                 |  |  |  |  |  |  |  |  |  |  |  |  |  |  |  |
| | 10. George I của Đại Anh (= 30)                                 |  |  |  |  |  |  |  |  |  |  |  |  |  |  |  |
| |                                                                 |  |  |  |  |  |  |  |  |  |  |  |  |  |  |  |
| |                                                                 |  |  |  |  |  |  |  |  |  |  |  |  |  |  |  |
| | 21. Sophie của Pfalz (= 19)                                     |  |  |  |  |  |  |  |  |  |  |  |  |  |  |  |
| |                                                                 |  |  |  |  |  |  |  |  |  |  |  |  |  |  |  |
| |                                                                 |  |  |  |  |  |  |  |  |  |  |  |  |  |  |  |
| | 5. Sophia Dorothea của Đại Anh (= 15)                           |  |  |  |  |  |  |  |  |  |  |  |  |  |  |  |
| |                                                                 |  |  |  |  |  |  |  |  |  |  |  |  |  |  |  |
| |                                                                 |  |  |  |  |  |  |  |  |  |  |  |  |  |  |  |
| | 22. Georg Wilhelm I xứ Braunschweig-Lüneburg                    |  |  |  |  |  |  |  |  |  |  |  |  |  |  |  |
| |                                                                 |  |  |  |  |  |  |  |  |  |  |  |  |  |  |  |
| |                                                                 |  |  |  |  |  |  |  |  |  |  |  |  |  |  |  |
| | 11. Sophie Dorothea của Celle (= 31)                            |  |  |  |  |  |  |  |  |  |  |  |  |  |  |  |
| |                                                                 |  |  |  |  |  |  |  |  |  |  |  |  |  |  |  |
| |                                                                 |  |  |  |  |  |  |  |  |  |  |  |  |  |  |  |
| | 23. Éléonore Desmier xứ Olbreuse                                |  |  |  |  |  |  |  |  |  |  |  |  |  |  |  |
| |                                                                 |  |  |  |  |  |  |  |  |  |  |  |  |  |  |  |
| |                                                                 |  |  |  |  |  |  |  |  |  |  |  |  |  |  |  |
| | 1. Luise Philippine của Phổ                                     |  |  |  |  |  |  |  |  |  |  |  |  |  |  |  |
| |                                                                 |  |  |  |  |  |  |  |  |  |  |  |  |  |  |  |
| |                                                                 |  |  |  |  |  |  |  |  |  |  |  |  |  |  |  |
| | 24. Friedrich Wilhelm I xứ Brandenburg                          |  |  |  |  |  |  |  |  |  |  |  |  |  |  |  |
| |                                                                 |  |  |  |  |  |  |  |  |  |  |  |  |  |  |  |
| |                                                                 |  |  |  |  |  |  |  |  |  |  |  |  |  |  |  |
| | 12. Philipp Wilhelm I xứ Brandenburg-Schwedt                    |  |  |  |  |  |  |  |  |  |  |  |  |  |  |  |
| |                                                                 |  |  |  |  |  |  |  |  |  |  |  |  |  |  |  |
| |                                                                 |  |  |  |  |  |  |  |  |  |  |  |  |  |  |  |
| | 25. Dorothea Sophie xứ Schleswig-Holstein-Sonderburg-Glücksburg |  |  |  |  |  |  |  |  |  |  |  |  |  |  |  |
| |                                                                 |  |  |  |  |  |  |  |  |  |  |  |  |  |  |  |
| |                                                                 |  |  |  |  |  |  |  |  |  |  |  |  |  |  |  |
| | 6. Friedrich Wilhelm I xứ Brandenburg-Schwedt                   |  |  |  |  |  |  |  |  |  |  |  |  |  |  |  |
| |                                                                 |  |  |  |  |  |  |  |  |  |  |  |  |  |  |  |
| |                                                                 |  |  |  |  |  |  |  |  |  |  |  |  |  |  |  |
| | 26. Johann Georg II xứ Anhalt-Dessau                            |  |  |  |  |  |  |  |  |  |  |  |  |  |  |  |
| |                                                                 |  |  |  |  |  |  |  |  |  |  |  |  |  |  |  |
| |                                                                 |  |  |  |  |  |  |  |  |  |  |  |  |  |  |  |
| | 13. Johanna Charlotte xứ Anhalt-Dessau                          |  |  |  |  |  |  |  |  |  |  |  |  |  |  |  |
| |                                                                 |  |  |  |  |  |  |  |  |  |  |  |  |  |  |  |
| |                                                                 |  |  |  |  |  |  |  |  |  |  |  |  |  |  |  |
| | 27. Henriëtte Catharina xứ Nassau                               |  |  |  |  |  |  |  |  |  |  |  |  |  |  |  |
| |                                                                 |  |  |  |  |  |  |  |  |  |  |  |  |  |  |  |
| |                                                                 |  |  |  |  |  |  |  |  |  |  |  |  |  |  |  |
| | 3. Anna Elisabeth Luise của Brandenburg-Schwedt                 |  |  |  |  |  |  |  |  |  |  |  |  |  |  |  |
| |                                                                 |  |  |  |  |  |  |  |  |  |  |  |  |  |  |  |
| |                                                                 |  |  |  |  |  |  |  |  |  |  |  |  |  |  |  |
| | 28. Friedrich I của Phổ (= 8)                                   |  |  |  |  |  |  |  |  |  |  |  |  |  |  |  |
| |                                                                 |  |  |  |  |  |  |  |  |  |  |  |  |  |  |  |
| |                                                                 |  |  |  |  |  |  |  |  |  |  |  |  |  |  |  |
| | 14. Friedrich Wilhelm I của Phổ (= 4)                           |  |  |  |  |  |  |  |  |  |  |  |  |  |  |  |
| |                                                                 |  |  |  |  |  |  |  |  |  |  |  |  |  |  |  |
| |                                                                 |  |  |  |  |  |  |  |  |  |  |  |  |  |  |  |
| | 29. Sophie Charlotte của Hannover (= 9)                         |  |  |  |  |  |  |  |  |  |  |  |  |  |  |  |
| |                                                                 |  |  |  |  |  |  |  |  |  |  |  |  |  |  |  |
| |                                                                 |  |  |  |  |  |  |  |  |  |  |  |  |  |  |  |
| | 7. Sophie Dorothea của Phổ                                      |  |  |  |  |  |  |  |  |  |  |  |  |  |  |  |
| |                                                                 |  |  |  |  |  |  |  |  |  |  |  |  |  |  |  |
| |                                                                 |  |  |  |  |  |  |  |  |  |  |  |  |  |  |  |
| | 30. George I của Đại Anh (= 10)                                 |  |  |  |  |  |  |  |  |  |  |  |  |  |  |  |
| |                                                                 |  |  |  |  |  |  |  |  |  |  |  |  |  |  |  |
| |                                                                 |  |  |  |  |  |  |  |  |  |  |  |  |  |  |  |
| | 15. Sophia Dorothea của Đại Anh (= 5)                           |  |  |  |  |  |  |  |  |  |  |  |  |  |  |  |
| |                                                                 |  |  |  |  |  |  |  |  |  |  |  |  |  |  |  |
| |                                                                 |  |  |  |  |  |  |  |  |  |  |  |  |  |  |  |
| | 31. Sophie Dorothea của Celle (= 11)                            |  |  |  |  |  |  |  |  |  |  |  |  |  |  |  |
| |                                                                 |  |  |  |  |  |  |  |  |  |  |  |  |  |  |  |
| |                                                                 |  |  |  |  |  |  |  |  |  |  |  |  |  |  |  |